# Pseudameira brevifurca
Pseudameira brevifurca är en kräftdjursart som beskrevs av Shen och Bai 1956. Pseudameira brevifurca ingår i släktet Pseudameira och familjen Ameiridae. Inga underarter finns listade i Catalogue of Life.